# Мунчелу-Мік
Мунчелу-Мік (рум. Muncelu Mic) — село у повіті Хунедоара в Румунії. Входить до складу комуни Вецел.
Село розташоване на відстані 306 км на північний захід від Бухареста, 14 км на захід від Деви, 123 км на південний захід від Клуж-Напоки, 116 км на схід від Тімішоари.

## Населення
За даними перепису населення 2002 року у селі проживали 135 осіб.
Національний склад населення села:
| Національність | Кількість осіб | Відсоток |
| -------------- | -------------- | -------- |
| румуни         | 118            | 87,4%    |
| угорці         | 17             | 12,6%    |

Рідною мовою назвали:
| Мова      | Кількість осіб | Відсоток |
| --------- | -------------- | -------- |
| румунська | 121            | 89,6%    |
| угорська  | 14             | 10,4%    |